# Planina pri Sevnici
Planina pri Sevnici je naselje u slovenskoj Općini Šentjuru. Planina pri Sevnici se nalazi u pokrajini Štajerskoj i statističkoj regiji Savinjskoj. 

## Stanovništvo
Prema popisu stanovništva iz 2002. godine naselje je imalo 413 stanovnika.